# M242 Bushmaster
M242 Bushmaster — 25-мм (25х137мм) одноствольная скорострельная автоматическая пушка с цепным электроприводом, которая широко используется военными США, например, в боевой машине «Брэдли», а также военными других стран-членов НАТО и некоторых других стран в наземных боевых машинах и различных водных транспортных средствах.
Первоначальным разработчиком и производителем в 1981—1985 годах была компания Hughes Helicopters в Калвер-Сити (Калифорния). В 1985—2002 годах производилась компанией McDonnell Douglas Helicopters, в 2002—2015 годах — Alliant Techsystems. С 2015 года производится компанией Northrop Grumman Innovation Systems.
M242 Bushmaster представляет собой одноствольное скорострельное малокалиберное артиллерийское орудие с внешним питанием и цепным приводом, из которого можно стрелять в полуавтоматическом (одиночном) и автоматическом режимах. Оно питается металлической звеньевой лентой и имеет возможность двойной подачи. Термин «цепная пушка» (англ. chain gun) применительно к M242 Bushmaster, происходит от использования роликовой цепи, которая приводит в движение затвор вперёд и назад. Орудие может уничтожать легкобронированную технику и воздушные цели (такие как вертолёты и медленно летящие самолёты). Автоматическая пушка также может вести огонь на подавление по незащищённым войскам, окопавшимся позициям и занятым застроенным районам. Стандартная скорострельность составляет 200 выстрелов в минуту. Орудие имеет эффективную дальность стрельбы 2000 метров в зависимости от типа используемых боеприпасов.
С более чем 11 000 проданными единицами по всему миру — это одна из самых успешных современных автоматических пушек.

## Конструктивные особенности
В отличие от стандартного автоматического огнестрельного оружия, M242 не использует энергию пороховых газов или отдачи. Вместо этого в нём используется двигатель постоянного тока мощностью 1 л. с. (0,75 кВт), расположенный в ресивере (ствольной коробке) для привода цепи и системы двойной подачи. В этой системе используются система звездочек и экстракторных канавок для подачи и заряжания снарядов, стрельбы, извлечения и выброса гильз. Система муфт обеспечивает включение альтернативной звездочки и таким образом позволяет наводчику переключаться между бронебойными и фугасными снарядами. Сборка оружия состоит из трех частей: узла ствола, узла подачи и узла ствольной коробки. Трехсекционная конструкция позволяет силами двух членов экипажа установить или снять систему (в технически обеспеченных условиях), несмотря на её значительный общий вес.
Система вооружения M242 имеет как электрическое, так и ручное управление огнем. Наводчик может выбрать один из трех темпов стрельбы:
- Однозарядный полуавтоматический режим, в котором наводчик может стрелять с такой скоростью, с какой может быть нажат спусковой крючок, ограниченный только скоростью электропривода (она не может превышать скорость стрельбы «высокого темпа»).
- Автоматический режим низкой скорострельности. Пушка производит выстрелы ~ 100 выстрелов в минуту, ±25 выстрелов.
- Автоматический режим высокой скорострельности. Пушка производит стрельбу 200 выстрелов в минуту, ±25 выстрелов.

## Снаряды
Для M242 Bushmaster был разработан широкий спектр 25-мм боеприпасов (25×137 мм), обеспечивающих возможность поражения большинства видов легкой бронетехники. Боеприпасы, используемые в M242, также могут применяться в таких видах оружия, таких как GAU-12 Equalizer, французском GIAT M811 или швейцарской системе вооружения Oerlikon KBA. M242 Bushmaster способна стрелять боеприпасами американского производства, а также аналогичными снарядами производства стран НАТО. Основными являются шесть типов снарядов: M791, M792, M793, M910, MK210 и M919.
- Снаряд М791. Бронебойный-подкалиберный с трассером APDS-T. Пробивает легкобронированную технику, самоходную артиллерию и воздушные цели, такие как вертолёты и различные тихоходные самолёты.
- Снаряд M792. Фугасно-зажигательный с трассером и самоликвидатором HEI-T. Может уничтожать небронированную технику и вертолёты, а также подавлять позиции противотанковых расчётов и солдат противника на максимальной эффективной дальности 2200 метров.
- Снаряд M793. Учебно-тренировочный с трассером TP-T с ударным зарядом фиксированного типа, который по баллистическим характеристикам соответствует фугасно-зажигательно-трассирующему снаряду HEI-T M792. Трассирующий снаряд TP-T виден на расстоянии 2000 метров, однако максимальная эффективная дальность выстрела (ограниченная по точности) составляет 1600 метров.
- Снаряд M910. Учебный подкалиберный с трассером TPDS-T. Повторяет баллистику бронебойно-подкалиберного снаряда M791 с трассирующим снарядом (APDS-T). TPDS-T позволяет подразделениям реалистично отрабатывать стрельбу снарядами с поддонами.
- Снаряд МК210. Фугасно-зажигательный с трассером. Используется ВМС США в системах Mk38.
- Снаряд МКМ919. Бронебойный оперённый подкалиберный снаряд с трассером. Снаряд APFSDS-T пробивает легкобронированную технику, самоходную артиллерию и воздушные цели, в том числе вертолёты и тихоходные самолёты. Сердечник изготовлен из обеднённого урана.

## На вооружении
- Австралия[9]
  - Армия: лёгкая ББМ ASLAV[англ.]
  - ВМФ: патрульные катера типа «Армидейл», эсминцы типа «Хобарт», десантные корабли типа «Канберра»
- Канада
  - Армия: БТР «Койот[англ.]», лёгкая ББМ LAV 6[англ.] (бронетранспортёрная модификация — англ. armoured personnel carrier APC)
  - ВМФ: патрульные корабли класса «Гарри Девольф»[англ.]

- Хорватия
  - Армия: БМП «Брэдли»[10]
- Грузия
  - Береговая охрана[англ.]: патрульные катера типа «Айленд»[11]
- Израиль
  - ВМФ: патрульные катера класса Mk III «Super Dvora»[англ.], патрульные катера типа «Шальдаг»
- Малайзия
  - ВС Малайзии: БМП FNSS ACV-15[англ.]
- Новая Зеландия
  - Армия: лёгкая БМП LAV III (NZLAV)
  - ВМФ: УДК «Canterbury», патрульные корабли класса «Протектор»[англ.]
- Норвегия
- Филиппины
  - ВС Филиппин: БТР «Simba», M113
  - ВМФ: патрульные корабли класса «Дель Пилар»[англ.], патрульные корабли класса «Хасинто»[англ.], патрульные корабли типа «Циклон»[англ.], патрульные катера класса «Хосе Андрада»[англ.]
- Сингапур[12][13][14]
  - ВС Сингапура: БМП «Бионикс 25» (заменяется на пушку 30-мм Mark 44 БМП «Бионикс II», БТР «M113A2»
  - ВМФ: вертолётные корабли-доки типа «Эндуранс», фрегаты типа «Формидэбл»
  - Полицейская береговая охрана[англ.]: патрульные корабли типа «Damen StanPatrol 3507» производства Damen Shipyards

- Испания
  - Армия: БРМ «VEC-M1»
  - ВМФ: патрульные корабли класса «Метеор»[англ.]
- Шри-Ланка[15]
  - ВМФ: патрульные корабли класса «Гамильтон»[англ.][16], патрульные корабли класса «Релианс»[англ.]
- Швейцария
- Турция
- Украина
  - Армия: БМП «Брэдли» (модификации  M2A2, M7)[17][18][19], лёгкая ББМ LAV 6[англ.]
  - ВМФ: патрульные катера типа «Айленд»
- США
  - Армия: модификации БМП «Брэдли»
  - ВМФ: модификации пушки Mk. 38 Mod 0, Mk. 38 Mod 2, Mk. 38 Mod 3. Корабли: авианосцы типа «Нимиц», эсминцы типа «Арли Бёрк», крейсера типа «Тикондерога», фрегаты типа «Оливер Хазард Перри», УДК типа «Уосп», УДК типа «Тарава», корабли-доки типа «Уидби Айленд», корабли-доки типа «Харперс Ферри», транспорты-доки типа «Остин», корабли управления «Блю Ридж»[англ.], патрульные корабли типа «Циклон»[англ.], патрульные катера проекта «Mark VI»
  - КМП: LAV-25
  - Береговая охрана: модификации пушки Mk. 38 Mod 0, Mk. 38 Mod 2, Mk. 38 Mod 3. Корабли: патрульные корабли класса «Релианс»[англ.], патрульные корабли класса «Гамильтон»[англ.], патрульные катера класса «Сентинел», патрульные катера типа «Айленд», патрульный корабль «Алекс Хейли»[англ.], будущий проект патрульные корабли класса «Херитаж»[англ.][20]